# Jüdischer Friedhof (Mülheim an der Ruhr)

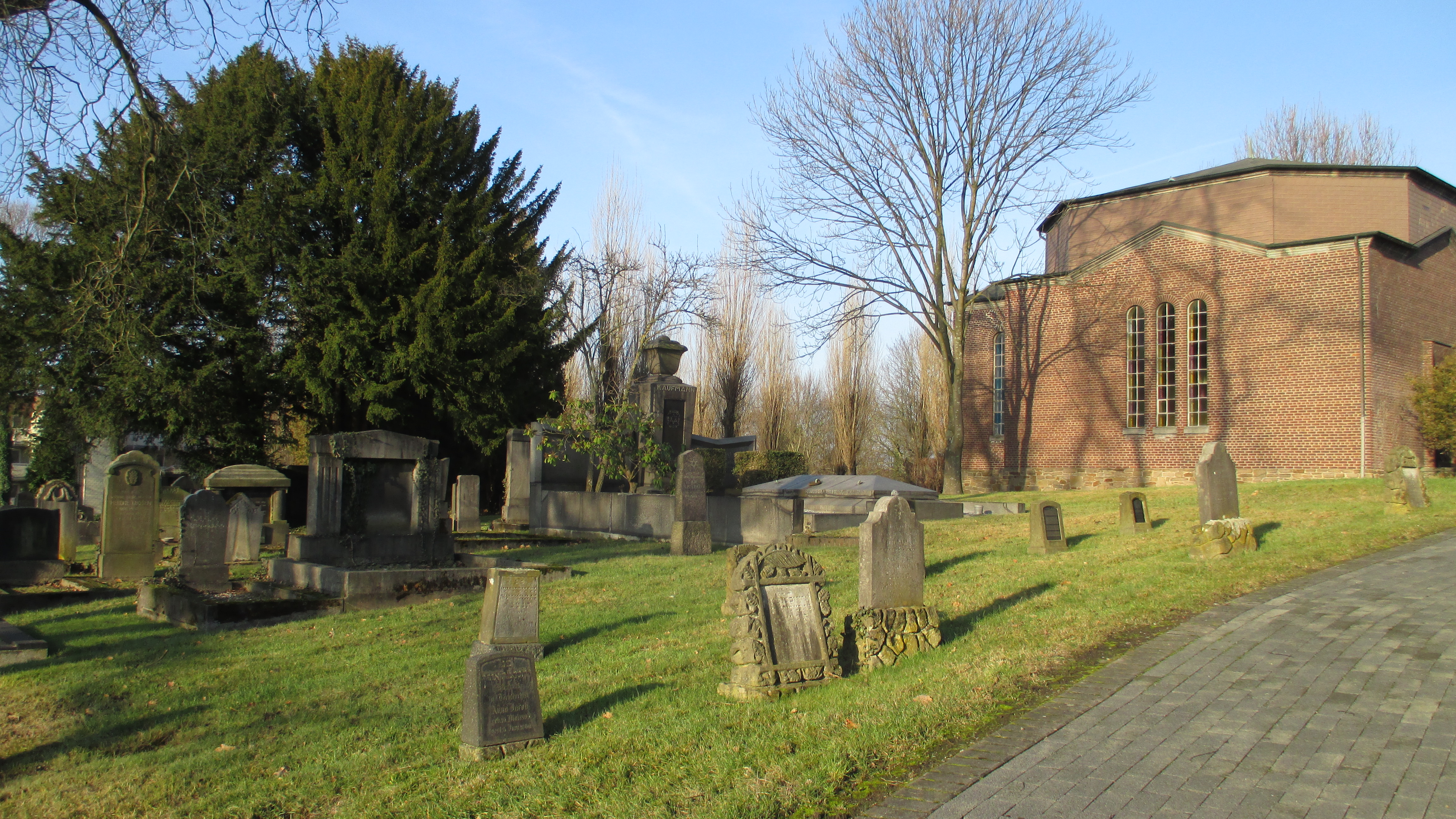
Jüdischer Friedhof in Mülheim an der Ruhr (2016)

Der Jüdische Friedhof Mülheim an der Ruhr ist ein Friedhof in der kreisfreien Stadt Mülheim an der Ruhr in Nordrhein-Westfalen. Auf dem 1,02 ha großen jüdischen Friedhof An der Gracht, der bis heute belegt wird, befinden sich etwa 300 Grabsteine.

## Geschichte
Der Friedhof wird seit etwa 1720 belegt. In den Jahren 1779, 1879 und 1920 wurde er erweitert.